# بينهورست (كارولاينا الشمالية)
بينهورست (بالإنجليزية: Pinehurst, North Carolina)‏ هي قرية تقع في الولايات المتحدة في مقاطعة مور، كارولاينا الشمالية. يقدر عدد سكانها بـ 13,124 نسمة ومساحتها 38.6 كم2 ووترتفع عن سطح البحر 171 متر.

## التركيبة السكانية
حدّد مكتب تعداد الولايات المتحدة بيانات التركيبة السكانية لبينهورست في تعداد الولايات المتحدة. في ما يلي، التركيبة السكانية حسب تعدادي 2000 و2010.

### تعداد عام 2000
بلغ عدد سكان بينهورست 9,706 نسمة بحسب تعداد عام 2000، وبلغ عدد الأسر 4,510 أسرة وعدد العائلات 3,312 عائلة مقيمة في القرية. في حين سجلت الكثافة السكانية 216.2 نسمة لكل كيلومتر مربع (560.0/ميل2). وبلغ عدد الوحدات السكنية 5,668 وحدة بمتوسط كثافة قدره 126.2 لكل كيلومتر مربع (326.9/ميل2).
وتوزع التركيب العرقي للقرية بنسبة 95.31% من البيض و3.27% من الأمريكيين الأفارقة و0.24% من الأمريكيين الأصليين و0.62% من الأمريكيين ذوي الأصول الآسيوية و0.02% من سكان جزر المحيط الهادئ و0.27% من الأعراق الأخرى و0.28% من عرقين مختلطين أو أكثر و1.04% من الهسبانيون أو اللاتينيون من أي عرق.
بلغ عدد الأسر 4,510 أسرة كانت نسبة 14.6% منها لديها أطفال تحت سن الثامنة عشر تعيش معهم، وبلغت نسبة الأزواج القاطنين مع بعضهم البعض 68.5% من أصل المجموع الكلي للأسر، ونسبة 3.7% من الأسر كان لديها معيلات من الإناث دون وجود شريك، بينما كانت نسبة 1.2% من الأسر لديها معيلون من الذكور دون وجود شريكة وكانت نسبة 26.6% من غير العائلات. تألفت نسبة 24% من أصل جميع الأسر من عدة أفراد يعيشون في نفس المنزل ونسبة 13.9% كانت تتألف من شخص يعيش بمفرده يبلغ من العمر 65 عاماً أو أكثر. وبلغ متوسط حجم الأسرة المعيشية 2.05، أما متوسط حجم العائلات فبلغ 2.38.
بلغ العمر الوسطي للسكان 60.4 عاماً. وكانت نسبة 11.7% من القاطنين تحت سن الثامنة عشر، وكانت نسبة 2.1% بين الثامنة عشر والرابعة والعشرين عاماً، ونسبة 16.6% كانت واقعةً في الفئة العمرية ما بين الخامسة والعشرين والرابعة والأربعين عاماً، ونسبة 27.1% كانت ما بين الخامسة والأربعين والرابعة والستين، ونسبة 38% كانت ضمن فئة الخامسة والستين عاماً فما فوق. يوجد لكل 100 أنثى 89.9 ذكر، ويوجد لكل 100 أنثى في الثامنة عشر من عمرها فما فوق 87.8 ذكر.
بلغ متوسط دخل الأسرة في القرية 58,950 دولارًا، أما متوسط دخل العائلة فبلغ 67,353 دولارًا. وكان متوسط دخل الذكور 51,958 دولارًا مقابل 32,181 دولارًا للإناث. وسجل دخل الفرد الخاص بالقرية 41,992 دولارًا. وكانت نسبة 1.3% من العائلات ونسبة 2.8% من السكان تحت خط الفقر، وكان من هؤلاء نسبة 2.8% تحت سن الثامنة عشر ونسبة 3.7% في الخامسة والستين من العمر وما فوق.

### تعداد عام 2010
بلغ عدد سكان بينهورست 13,124 نسمة بحسب تعداد عام 2010، وبلغ عدد الأسر 6,047 أسرة وعدد العائلات 4,170 عائلة مقيمة في القرية. في حين سجلت الكثافة السكانية 292.3 نسمة لكل كيلومتر مربع (757.1/ميل2). وبلغ عدد الوحدات السكنية 7,634 وحدة بمتوسط كثافة قدره 170 لكل كيلومتر مربع (440.3/ميل2).
وتوزع التركيب العرقي للقرية بنسبة 92.82% من البيض و3.76% من الأمريكيين الأفارقة و0.40% من الأمريكيين الأصليين و1.27% من الأمريكيين ذوي الأصول الآسيوية و0.01% من سكان جزر المحيط الهادئ و0.53% من الأعراق الأخرى و1.20% من عرقين مختلطين أو أكثر و2.13% من الهسبانيون أو اللاتينيون من أي عرق.
بلغ عدد الأسر 6,047 أسرة كانت نسبة 19.1% منها لديها أطفال تحت سن الثامنة عشر تعيش معهم، وبلغت نسبة الأزواج القاطنين مع بعضهم البعض 62% من أصل المجموع الكلي للأسر، ونسبة 5.5% من الأسر كان لديها معيلات من الإناث دون وجود شريك، بينما كانت نسبة 1.4% من الأسر لديها معيلون من الذكور دون وجود شريكة وكانت نسبة 31% من غير العائلات. تألفت نسبة 27.5% من أصل جميع الأسر من عدة أفراد يعيشون في نفس المنزل ونسبة 16.8% كانت تتألف من شخص يعيش بمفرده يبلغ من العمر 65 عاماً أو أكثر. وبلغ متوسط حجم الأسرة المعيشية 2.13، أما متوسط حجم العائلات فبلغ 2.55.
بلغ العمر الوسطي للسكان 57.6 عاماً. وكانت نسبة 16.1% من القاطنين تحت سن الثامنة عشر، وكانت نسبة 2.8% بين الثامنة عشر والرابعة والعشرين عاماً، ونسبة 17.6% كانت واقعةً في الفئة العمرية ما بين الخامسة والعشرين والرابعة والأربعين عاماً، ونسبة 25.8% كانت ما بين الخامسة والأربعين والرابعة والستين، ونسبة 37.7% كانت ضمن فئة الخامسة والستين عاماً فما فوق. وتوزع التركيب الجنسي للسكان بنسبة 46.6% ذكور و53.4% إناث.

## أعلام
- برايس بروكفيلد
- ويليام تي رايدر
- فينس مكمان
- كارسون أبيل روبرتس
- ويليام كيرشاو
- برايان باس
- والتر هاينز بيج
- تشارلز برادي
- لاري ر. براون
- توني تيري